# Chirine Knaidil
Chirine Knaidil (en arabe : شيرين قنيديل), née le 19 février 1994 à Casablanca (Maroc), est une footballeuse internationale marocaine qui joue au poste de milieu de terrain au Sporting Casablanca. Elle joue également pour l'équipe du Maroc de futsal.

## Carrière en club
Native de Casablanca, Chirine Knaidil fait ses débuts au Youssoufia Berrechid en 2009 avec lequel elle évolue deux ans avant de s'engager avec le Raja Casablanca où elle reste également deux saisons. En 2013 elle débarque dans le club rival et voisin, le Wydad avec lequel elle effectue quatre saisons puis connaît en 2018 une expérience de six mois en Turquie à Beşiktaş avec sa compatriote et coéquipière Imane Abdelahad. 
Après ce passage à l'étranger où elle dispute 8 matchs de championnat et inscrit 3 buts, Chirine rejoint le Club municipal de Laâyoune où elle évolue pendant deux saisons avant de s'engager avec le Chabab Mohammédia avec lequel elle joue une saison et participe à l'accession de son équipe dans l'élite. Elle rejoint en février 2021, le FUS Rabat qui évolue en deuxième division et parvient avec le club à monter en première division.

## Carrière internationale

### Maroc -20 ans
Chirine Knaidil est convoquée en équipe du Maroc des -20 ans et participe notamment aux qualifications de la Coupe du monde 2014 en prenant part à la double confrontation face à la Tunisie. Mais les Marocaines sont éliminées dès le premier tour après deux défaites : 4-0 à Rabat puis 4-1 à Bizerte. Chirine est l'unique buteuse marocaine lors du match retour.

### Équipe du Maroc
En août 2017, elle est sélectionnée par Karim Bencherifa pour disputer le tournoi COTIF à L'Alcúdia (Espagne). Durant ce tournoi qui a lieu du 4 au 11 août, le Maroc affronte des clubs espagnols et français. Les Lionnes de l'Atlas s'inclinent face à Levante (2-1), s'imposent contre Albi (5-1), perdent contre Atlético de Madrid (1-0) et gagnent contre Valence FC (1-0). Chirine participe au premier match contre Levante.
Dans le cadre des préparations aux qualifications de la CAN 2018, l'équipe nationale se déplace à Ouagadougou en décembre 2017 pour affronter deux fois son homologue du Burkina Faso. Knaidil participe à cette double confrontation.
Le 28 janvier 2020, elle inscrit sur pénalty le but victorieux contre la Tunisie en match amical au Stade Boubker-Ammar de Salé. Malade, Knaidil manque le Tournoi UNAF qui a lieu le mois qui suit en Tunisie et qui voit le Maroc l'emporter.
Elle est de nouveau sélectionnée par Kelly Lindsey en mars de la même année, pour une confrontation amicale face au Ghana au Complexe Mohammed VI. La rencontre se termine par une victoire marocaine (3-2). Chirine n'entre en revanche pas en jeu.

### Maroc futsal
Alors que la FRMF vient tout juste de créer la seléction nationale féminine de futsal, Chirine Knaidil fait partie des premières joueuses à être appelées par le sélectionneur Hassan Rhouila.
Elle est convoquée en mars 2022 pour une double confrontation amicale contre le Bahreïn à Manama qui se solde par deux victoires marocaines,.

#### Coupe d'Afrique des nations 2025: Le Maroc sacré
Dans le cadre des préparations à la CAN 2025, le Maroc reçoit le Sénégal pour deux matchs amicaux, les 25 et 26 mars au Complexe Mohammed VI. Le Maroc remporte les deux rencontres (13-0 puis 6-2). Convoquée, Chirine Knaidil participe aux deux matchs et marque deux buts lors de la première manche,.
Le 12 avril 2025, la fédération marocaine annonce la liste des joueuses sélectionnées pour disputer la CAN. Soumia Hady fait partie des joueuses retenues par Adil Sayeh,.

#### Coupe du monde 2025
Dans le cadre des préparations à la Coupe du monde 2025, Chirine Knaidil est sélectionnée pour participer à un tournoi international en Croatie du 18 au 22 juin 2025.

## Palmarès

### En club
Club municipal de Laâyoune
- Championnat du Maroc
  - Vice-championne : 2019-20

### En sélection
Équipe du Maroc futsal
- Coupe d'Afrique des nations
  -  Championne : 2025